# Télétoon+
 (juin 2025).
L'article doit être relu — et modifié si nécessaire — par des contributeurs indépendants pour apporter un regard critique aux contributions effectuées en violation des conditions d'utilisation de Wikipédia, tant sur la forme (notamment concernant le style encyclopédique, la proportionnalité) que sur le fond (la neutralité de point de vue, la qualité et l'indépendance des sources).
 (mai 2025).
Si vous disposez d'ouvrages ou d'articles de référence ou si vous connaissez des sites web de qualité traitant du thème abordé ici, merci de compléter l'article en donnant les références utiles à sa vérifiabilité et en les liant à la section « Notes et références ».
Pour les articles homonymes, voir Télétoon.
TéléTOON+ initialement Télétoon puis stylisé TÉLÉTOON, TéléTOON et TéléTOON+, est une chaîne de télévision thématique payante française lancée par le groupe Groupe TPS en 1996, destinée à la jeunesse et appartenant depuis 2007, au Groupe Canal+, faisant partie du groupe Vivendi, lui-même contrôlé par le groupe Bolloré.

## Histoire de la chaîne
Télétoon est lancée le 16 décembre 1996 lors du lancement du bouquet satellite TPS afin d’être la chaîne jeunesse équivalente de Canal J sur le bouquet concurrent CanalSatellite. Initialement seule chaîne jeunesse sur le bouquet TPS, Télétoon s'adressait aux différents publics enfants de 2 à 12 ans et diffusait des dessins animés pour enfants français et européens,. Après les lancements en 2003 par TPS Jeunesse des chaînes Eurêka! destinée aux enfants de 8 à 13 ans et de Piwi pour les enfants de 2 à 6 ans, elle a été repositionnée sur le public des 6 à 10 ans,,. Mais depuis 2002, la chaîne cible ce public la journée et consacre la soirée aux adolescents[réf. nécessaire].
Depuis le 2 septembre 2002, la chaîne possède un second canal de diffusion décalée baptisé Télétoon+1 permettant de retrouver ses programmes avec une heure de décalage. Elle est la première chaîne à avoir ainsi importé en France le concept de « replay channel » très utilisé au Royaume-Uni. 
À la suite de la fusion de TPS avec Canalsat le 5 janvier 2007, en plus de sa distribution dans les bouquets FAI, la chaîne est également disponible pour les abonnés à Canalsat dès le 21 mars 2007. Elle est depuis éditée par MultiThématiques, filiale du Groupe Canal+. Entre 2006 et 2009, Télétoon édite une version en anglais destinée à l'opérateur MyTV, au Nigéria. 
Le 17 mai 2011, Télétoon devient Télétoon+, le Groupe Canal+ souhaitant valoriser le savoir-faire éditorial de ses chaînes thématiques en leur attribuant le + de son vaisseau amiral Canal+. À cette occasion, la chaîne passe en 16/9.
Depuis 2015, Télétoon+ émet 24h/24. Les programmes de la nuit sont diffusés de 2h20 à 4h55. La reprise des émissions a lieu à 5h00.
Dès le 1er juillet 2015, la chaîne est disponible en HD.
Télétoon+ et Piwi+ quittent tous les opérateurs ADSL/Fibre ainsi que sur le câble pour devenir une exclusivité Canal depuis le 1er janvier 2017. 
Télétoon+1 n'est plus disponible dans Les offres Canal+ par satellite depuis le 23 avril 2024. 

### Identité graphique
La chaîne change pour la première fois d'habillage le 20 octobre 1999. Conçu par l'agence Aart Design, cet habillage comporte également un animateur virtuel en trois dimensions nommé Giorgio (interprété par Emmanuel Curtil) conçu par le studio d'animation Sparx Animation Studios avec l'aide du logiciel Alias Wavefront Maya,.
Le 1er décembre 2004, une nouvelle identité visuelle préparée par l'agence Dream On est mis à l'antenne,.
À la suite de son changement de nom le 17 mai 2011, la chaîne adopte un nouvel habillage très animé et aux couleurs affirmées créé par l'agence espagnole Vector Soul. Le logo se déstructure en une série de splashs qui font se déplacer la caméra dans un mouvement panoramique puis génèrent les typos ou cartouches qui vont s'inscrire à l'écran.

#### Télétoon/Télétoon+

Logo du 16 décembre 1996 au 19 octobre 1999.
Logo du 20 octobre 1999 au 30 novembre 2004.
Logo du 1er décembre 2004 au 16 mai 2011.
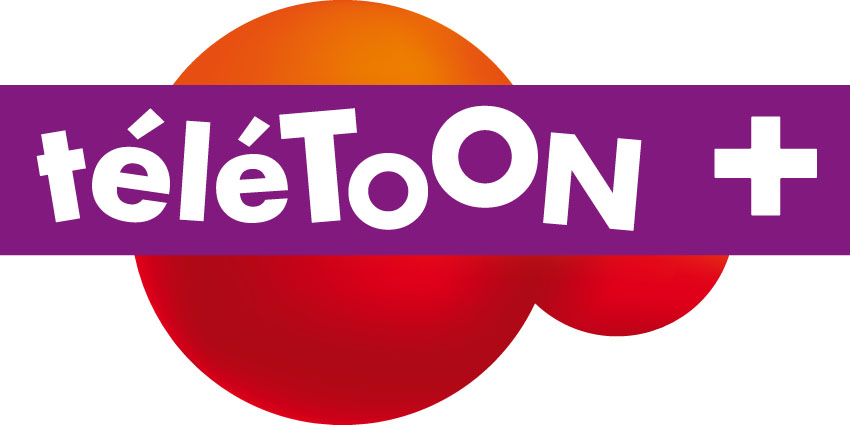
Logo depuis le 17 mai 2011.

#### Télétoon+1

Logo du 1er décembre 2004 au 16 mai 2011.
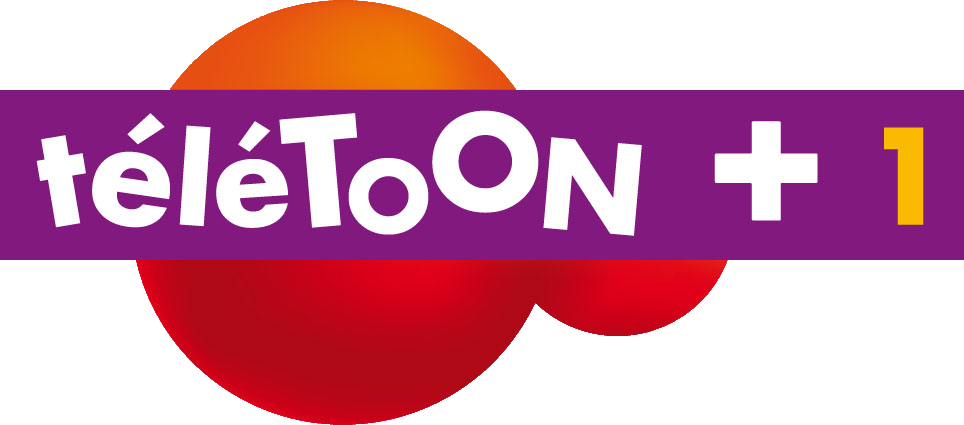
Logo de Télétoon+1 depuis le 17 mai 2011.

### Slogan
- Si vous ne connaissez pas le sujet, laissez ce bandeau (vous pouvez alors contacter les auteurs).
- Si vous supprimez le contenu mis en cause (vous pouvez préalablement contacter les auteurs),

argumentez précisément cette suppression dans la page de discussion
(un manque de référence n'est pas un argument ; une recherche réelle de référence doit avoir été effectuée, être formellement documentée).
- Du 20 octobre 1999 au 24 décembre 2004 : « Des amis pour la vie »
- De 2004 à 2011 : « C'est tout nous ! »
- Du 31 mars 2005 au 13 juillet 2012 : « La cour de récré à la maison »
- Depuis 7 septembre 2015 : « Le vrai héros c'est toi »

## Diffusion
|            | Canal+ | SFR TV (UNIVERS CANAL+) | Freebox TV (TV by CANAL) |
| ---------- | ------ | ----------------------- | ------------------------ |
| Télétoon+  | 137    | 219                     | 150                      |
| Télétoon+1 | 138    | 220                     | 151                      |

## Capital
Télétoon était éditée par TPS Jeunesse, société dont le capital était intégralement détenu par TPS jusqu'au 4 janvier 2007.
Le capital de la chaîne est aujourd'hui détenu par MultiThématiques, filiale à 100 % du Groupe Canal+, elle-même filiale de Vivendi.

## Directeurs
Directeurs du Pôle Jeunesse :
- François Deplanck : 1996-2010 ;
- Laurence Blaevoet : 2010 - 2014 ;
- Audrey Brugère : depuis 2015.

### Blocs de programmes
Plusieurs blocs de programmes ont été diffusés sur la chaîne, dont :
- Piwi - Bloc de programme pour les tout-petits diffusé de 6h30 à 15h.
- Yapa+Toon
- Code F et Code G - Blocs de programmes ciblant garçons ou filles. Les horaires des deux blocs sont parfois intervertis.
  - Code F : bloc de programme pour les filles, avec des programmes dont Mew Mew Power et Winx Club. Du lundi au vendredi de 17h à 18h et le week-end de 15h à 16h.
  - Code G : bloc de programme pour les garçons, avec des programmes dont Transformers. Du lundi au vendredi de 18h à 19h et le week-end de 16h à 17h.
- 100% Pur Toon : Bloc de programme avant et après l'école avec des programmes comme Bob l'éponge. Chaque jour de 6h30 à 8h30, 11h30 à 13h30 et 17h à 18h45.
- La Séance du Mercredi : le mercredi à 13h30, un film diffusé.
- Deux Fois Plus Toon : bloc de programmes diffusant durant le week-end. Replacé par Les Cinglés du Week-End.
- Les Cinglés du Week-End : le week-end de 9h à 12h avec Les Cinglés.
- Les Midis Gonflés : bloc de programmes diffusé de 11h à 13h du lundi au vendredi et le week-end de 12h à 13h.
- Keroro Show : bloc avec Keroro, mission Titar et d'autres programmes en rapport avec l'espace comme Atomic Betty.
- Manga Toon : bloc de programmes diffusant des Anime japonaises comme Kilari, Keroro et Mew Mew le vendredi à 20h40.
- Top : le dimanche à 13h30, un marathon d'une programme spécifique.

Ces blocs ne diffusent plus sur la chaîne[Quoi ?].